# ALT Linux
Dystrybucje ALT Linux – rodzina dystrybucji GNU/Linux, wypuszczanych przez firmę ALT Linux i jej partnerów, bazujących na rosyjskojęzycznych deweloperach z zespołu deweloperskiego ALT (ALT Linux Team).

## Technologia
Podstawa rozwiązań i dystrybucji ALT Linux – repozytorium Syzyf, jeden z pięciu największych na świecie banków pakietów wolnego oprogramowania.

## Historia
W latach 1999–2000 grupa programistów stanowiących rdzeń późniejszego ALT Linux Team, opracowywała rosyjską wersję Linuksa Mandrake (Linux-Mandrake Russian Edition).
Od 2000 roku zaczęto zastępować pakiety Mandrake swoimi własnymi pakietami i technologiami wprowadzając znaczne zmiany systemu i makr menedżera pakietów RPM. Do wersji 3.0 (2005 rok) wszystkie pakiety Mandrake, instalator i system konfiguracyjny zostały w całości wyparte przez własne opracowania zespołu ALT Linux Team. Współczesne dystrybucje ALT Linux są oddzielną gałęzią rozwoju GNU/Linux i nie mają żadnego powiązania z dystrybucjami Mandrake i Mandriva.

## Dystrybucje
Firma ALT Linux i jej partnerzy wypuszczają dystrybucje pod handlową marką ALT Linux, zorientowane zarówno na początkujących, jak i na zaawansowanych użytkowników, dystrybucje specjalizowane i uniwersalne.
Pierwszą dystrybucją, wypuszczoną w ramach projektu ALT Linux Team był uniwersalny, przeznaczony do rozwiązywania różnych zadań Linux-Mandrake Spring 2001. Jego podstawy zostały stworzone w firmie IPLabs Linux Team i on wykorzystywał wiele opracowań, jak i markę handlową francuskiej firmy MandrakeSoft. Już w tamtym czasie, to opracowanie znacznie różniło się od dystrybucji Mandrake. Linia uniwersalnych dystrybucji kontynuowana jest w dystrybucjach ALT Linux Master.
Jako mocne strony dystrybucji ALT Linux podaje się::
- standardowe i jakościowe umiędzynarodowienie i lokalizacja;
- wysoki stopień stabilności i bezpieczeństwa (tcb, chroot,…);
- system zarządzania pakietami APT

### Desktop
Seria Desktop – rozwój serii Compact dla domowego i biurowego zastosowania.
ALT Linux 4.0 Desktop Professional jest certyfikowany przez Federalną Służbę Kontroli Technicznej i Eksportowej (ФСТЭК) Rosji:
- Klasyfikacja poziomu kontroli niedeklarowanych właściwości – 4 poziom[4].
- Wskaźnik obrony przed niesankcjonowanym dostępem do informacji – 5 klasa ochrony[5].

### Lite
Przeznaczony do instalacji na słabych komputerach. System jest oparty na graficznym środowisku XFCE. System jest w wersji LiveCD.

### Office Server
ALT Linux Office Server – serwerowy system operacyjny z zainstalowanym zestawem funkcji w całości nastawionym na pełnienie roli Web-interfejsu (następca ALT Linux SOHO Server). Ostatnia wersja dystrybucji ALT Linux 4.0 Office Server wypuszczona w czerwcu 2007 roku w formie elektronicznej.

### Server
Od wersji 4.0 dostępne jest specjalizowane serwerowe wydanie pod nazwą Server.
System przeznaczony jest zarówno dla architektury x86, jak i dla x86-64.
ALT Linux 4.0 Server jest certyfikowany przez Federalną Służbę Kontroli Technicznej i Eksportowej (ФСТЭК) Rosji:
- Klasyfikacja poziomu kontroli niedeklarowanych właściwości – 4 poziom[4].
- Wskaźnik obrony przed niesankcjonowanym dostępem do informacji – 5 klasa ochrony[5].

### Terminal
ALT Linux 4.0 Terminal – dystrybucja do rozwijania terminalowych serwerów i klasy terminalowych klientów.
Odznacza się niskimi systemowymi wymaganiami stawianymi komputerom użytkowanym w charakterze terminali.
Dystrybucja jest rozwijana przez firmę Alt Linux przy współpracy z kijowską firmą Media Magic.

## Dystrybucje już nie wspierane

### Compact
Dystrybucja serii Compact jest wypuszczana dla początkujących użytkowników. Ta seria jest przeznaczona dla stacji roboczych, komputerów domowych i notebooków. Compact jest prosty w konfiguracji i zawiera wiele aplikacji biurowych, multimedialnych oraz gier. Dystrybucja ta ma wiele „klonów” wykonanych na zamówienie producentów sprzętu, które są gotowymi rozwiązaniami. Ostatnia wersja dystrybucji ALT Linux Compact 3.0 wyszła w grudniu 2005 roku w trzech wydaniach:
- wersja CD, zawierająca 1 CD z podstawowym kompletem oprogramowania niezbędnym dla użytkowników domowego komputera;
- wersja DVD, zawierająca rozszerzony komplet oprogramowania;
- Travel-CD, pozwalająca załadować system bezpośrednio z CD-ROMu, bez instalowania go na twardym dysku (LiveCD).

W obecnym czasie ta linia przekształciła się w ALT Linux Desktop.

### Junior
Dystrybucja serii Junior przeznaczona jest do rozwiązywania różnych stosowanych zadań użytkowników. Oprócz niezbędnych aplikacji biurowych i multimedialnych, a także aplikacji niezbędnych do pełnowartościowej pracy w Internecie, w skład serii Junior wchodzą edytory tekstowe, słowniki, czcionki, kilka środowisk graficznych, języki programowania i środowiska deweloperskie, systemy zarządzania bazami danych, programy edukacyjne, gry i narzędzia do administrowania systemem. Jednym z zadań przy tworzeniu dystrybucji ALT Linux 2.3 Junior było stworzenie na bazie GNU/Linux platformy do nauki informatyki i technologii informatycznych. Dlatego są w nim obecne dodatkowe pomoce naukowe i metodyczne, książki i artykuły na temat GNU/Linuksa oraz na tematy pokrewne.

### Master
Zadaniem dystrybucji z serii Master jest służyć jako uniwersalne narzędzie dla deweloperów, administratorów i zwykłych użytkowników. Master jest najpełniejszą dystrybucją ALT Linuksa, w której „wszystko jest pod ręką”. Na systemie Master można tworzyć korporacyjne systemy informacyjne, wykorzystywać go w charakterze platformy serwerowej, do rozwoju aplikacji klienckich i serwerowych, w instytucjach naukowych, a także używać w charakterze profesjonalnego desktopowego systemu operacyjnego. Ostatnia wersja dystrybucji ALT Linux Master 2.4 została wypuszczona w październiku 2004 roku.